# Пръчица от остров Лорд Хау
Пръчица от остров Лорд Хау или дървесен омар (Dryococelus australis) е вид насекомо от семейство Phasmatidae. Видът е критично застрашен от изчезване.

## Разпространение и местообитание
Видът е бил разпространен на остров Лорд Хау, на 600 километра източно от Австралия. В началото на 20. век е изчезнал от острова. През 1920 г. е смятан за изчезнал вид, но през 2001 г. е открита малка популация от 24 индивида на малкия остров Пирамида на Бол. Взети са две двойки, за да се отгледат и размножат в зоопарка в Мелбърн, където днес има стабилна популация. Целта е остров Лорд Хау отново да бъде заселен с този вид насекомо. Създадени са отделни популации в зоопарковете в Сан Диего, Бристъл и Торонто.